# NGC 2967
NGC 2967 (другие обозначения — UGC 5180, MCG 0-25-7, ZWG 7.20, IRAS09394+0033, PGC 27723) — спиральная галактика (Sc) в созвездии Секстанта. Открыта Уильямом Гершелем в 1784 году.
Этот объект входит в число перечисленных в оригинальной редакции «Нового общего каталога».
В галактике вспыхнула сверхновая SN 2010fz типа Ia, её пиковая видимая звездная величина составила 15,8.
Доля кислорода в веществе галактики понижается с расстоянием от центра галактики. И балдж, и диск имеют довольно маленький характерный масштаб. В светимости галактики доминирует диск. Большая часть массы галактики сформировалась после времени, соответствующего красному смещению, равному 2.
Галактика NGC 2967 входит в состав группы галактик NGC 2967. Помимо NGC 2967 в группу также входят ещё 9 галактик.